# Ілія Бобчев
Ілія Бобчев (болг. Илия Савов Бобчев; нар. 29 жовтня 1873, Елена — пом. 9 жовтня 1936, Софія) — болгарський юрист, письменник, літературний та громадський діяч.

## Біографія
Народився 29 жовтня 1873 року в місті Елена. Брати — Стефан та Нікола Бобчев. Спочатку навчався в своєму рідному місті, а потім в 1892 році закінчив середню школу в Русе, а в 1896 юридичний факультет Вищого училища в Софії. Деякий час служив в якості судді в Разграді і Хасково, потім адвокатом в Софії і з 1899 року — в Пловдиві. У 1899 році він був обраний депутатом на X Національних Зборах.
Бобчев публікувався в газетах «Пловдив», «Мир», «Стара планіна» і журнал «Політ». Працював під псевдонімами болг. Любен Певецов, Л. Певецов, Ил. Савов, И. Самоиловски, Ил. Б., И. С., И. С. Б.
Він помер в Софії 9 жовтня 1936 року.